# Culicoides obsoletus
Culicoides obsoletus är en tvåvingeart som först beskrevs av Johann Wilhelm Meigen 1818.  Culicoides obsoletus ingår i släktet Culicoides och familjen svidknott. Arten har ej påträffats i Sverige. Inga underarter finns listade i Catalogue of Life.